# Хирург Николай Пирогов (поезд)

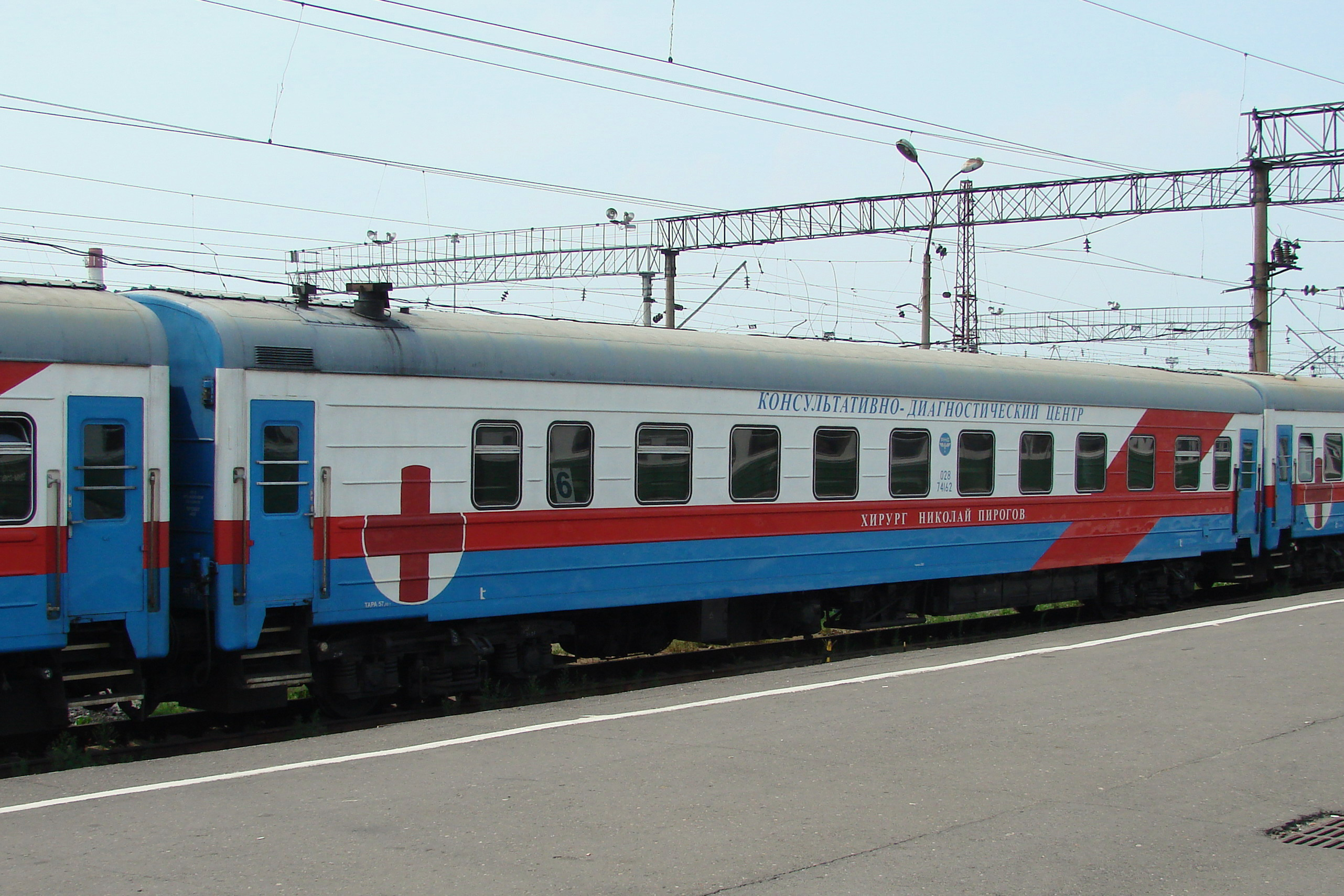
Вагон поезда на станции Ярославль-Главный

Хирург Николай Пирогов — один из пяти передвижных консультативно-диагностических центров ОАО «РЖД» на базе поезда («поликлиника на колесах»). Назван в честь русского хирурга и анатома Николая Ивановича Пирогова. Поезд построен на Воронежском вагоноремонтном заводе им. Тельмана. Состав поезда приписан к станции Ярославль Северной железной дороги.

## История
Поезд «Хирург Николай Пирогов» сформирован по заказу ОАО «РЖД» в рамках развития национальной программы по здравоохранению и предназначен для медицинского обслуживания жителей регионов, удаленных от центра страны (Крайний Север, Дальний Восток, Сибирь). Создание этого поезда обошлось РЖД в 2 миллиона долларов. Поезд был введен в эксплуатацию в феврале 2005 года. 17 июня 2005 года поезд отправился в свой первый рейс.
В течение 2005 года поезд посетил 28 станций Северной железной дороги, за консультациями обратились в общей сложности около 8500 человек, в том числе 1800 железнодорожников, 5570 пенсионеров и ветеранов СЖД, 460 членов семей железнодорожников и 595 местных жителей, не имеющих отношения к железнодорожному транспорту.
В 2007 году передвижной консультативно-диагностический центр «Хирург Николай Пирогов» совершил 11 выездов на 41 станцию, где консультацию получили более 9900 человек.
В 2008 году поезд «Хирург Николай Пирогов» совершил 10 поездок. За помощью к врачам обратились 8340 человек.
В 2009 году поезд совершил 9 поездок. За помощью к врачам обратились 7579 человек.
В 2010 году услугами поезда «Хирург Николай Пирогов» воспользовались более 9 000 человек.
По состоянию на начало 2012 года поезд совершил более 60 рейсов, во время которых обслужено свыше 51 тысячи железнодорожников, членов их семей и территориальное население.

## Состав

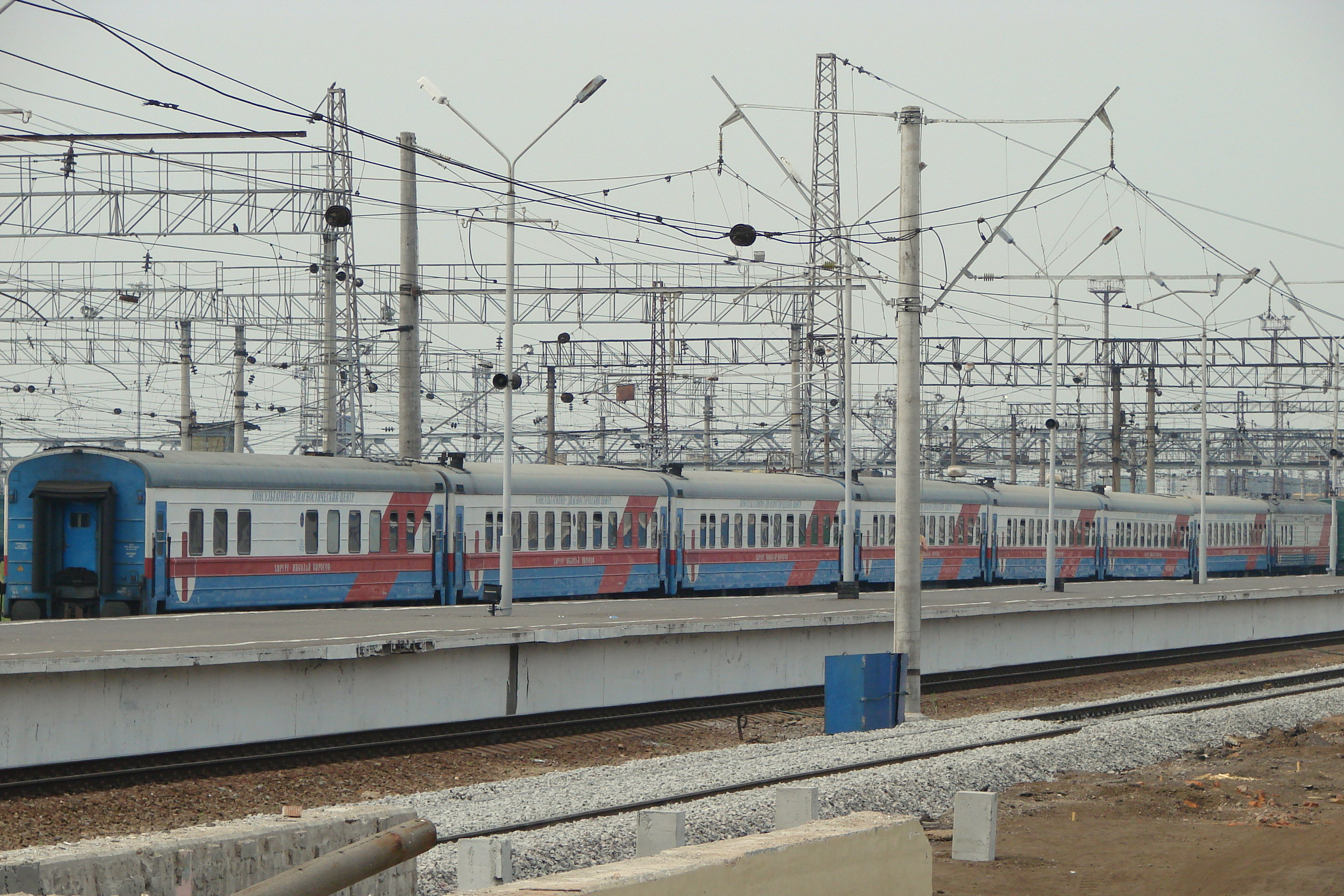
Поезд «Хирург Николай Пирогов»

Медицинский поезд состоит из 8 модернизированных вагонов:
- 6 вагонов с медицинскими кабинетами и оборудованием
- вагон, оборудованный дизель-генератором для автономного энергоснабжения
- вагон для проживания и отдыха медперсонала, работающего вахтовым методом. В нем расположены 11 двухместных купе со встроенной мебелью и холодильниками, бытовой техникой, душевой, туалетными комплексами.

Спутниковое коммуникационное оборудование поезда позволяет осуществлять дистанционные видеоконсультации пациентов со специалистами ведущих медицинских центров страны, со специалистами центральных больниц ОАО «РЖД» и Дорожной клинической больницы в Ярославле.
Поезд оснащен компьютерной сетью, связывающей все рабочие места в единую сеть и способной работать в автономном режиме 7 суток. Вагоны экранированы для исключения воздействия внешних факторов (электромагнитное поле, перепады температур, механическая вибрация), влияющих на работу медицинского оборудования.

## Медицинские услуги
В поезде ведут приём следующие специалисты:
- терапевт
- эндокринолог
- невролог
- дерматовенеролог
- хирург
- офтальмолог
- стоматолог
- кардиолог
- гинеколог
- оториноларинголог

Поезда оснащены новейшим диагностическим оборудованием производства Италии, Японии, России, Германии, США, Швеции, Голландии, Австрии, Израиля и Бразилии. Медицинская аппаратура позволяет проводить следующие исследования:
- цифровую малодозную флюорографию
- аудиометрию
- ультразвуковые исследования
- фиброэзофагогастродуоденоскопию
- лабораторные исследования крови и мочи
- ЭКГ
- велоэнергометрию
- электроэнцефалографию
- доплерографию с компьютерным анализом

К услугам пациентов целый спектр офтальмологических исследований для наиболее полной оценки состояния зрения. В распоряжении офтальмолога проектор знаков, авторефрактометр, бесконтактный тонометр, многоцветовой аномалоскоп, электронный периметр.